# Spit, Kick, Revolt.
Spit, Kick, Revolt. ist das Debütalbum der irischen Post-Hardcore-Band Follow My Lead. Es erschien am 17. Juni 2016 über dem US-amerikanischen Plattenlabel inVogue Records.

## Entstehungsgeschichte
Am 11. Dezember 2014 wurde bekanntgegeben, dass Follow My Lead einen Plattenvertrag mit dem Label Fearless Records unterschrieben haben. Am selben Tag wurde die Single XIII offiziell vorgestellt. Diese sollte die einzige Veröffentlichung der Gruppe bei Fearless Records sein. 
Obwohl das Album für das Jahr 2015 angekündigt wurde,  blieb es lange Zeit ruhig um die Musiker. Erst im Mai veröffentlichte die Band weitere Neuigkeiten, in der es unter anderem hieß, dass Sänger Mattie Foxx die Band verlassen habe und ein neuer Frontsänger gesucht werde. Nach einer zweimonatlichen Suche wurde in Danny Bochkow ein neuer Sänger gefunden.
Am 11. April 2016 veröffentlichte die Gruppe mit Jugular das erste Lied aus dem Debütalbum. Am selben Tag gab die Band bekannt, bei inVogue Records unterschrieben zu haben, und kündigten das Album, das Spit, Kick, Revolt. heißt, für den 17. Juni 2016 an. In der Zwischenzeit veröffentlichte Follow My Lead mit Charcoal und Brain Storm zwei weitere Singleauskopplungen.
Das Album wurde in Schweden von Fredrik Nordström im Studio Fredman aufgenommen und produziert.

## Titelliste
| #   | Titel                           | Länge |
| --- | ------------------------------- | ----- |
| 1.  | Burning Man                     | 3:16  |
| 2.  | Jugular                         | 4:13  |
| 3.  | Vir(us)                         | 3:56  |
| 4.  | Half-Cut                        | 3:55  |
| 5.  | Charcoal                        | 5:37  |
| 6.  | Of the Father and the Faithless | 4:48  |
| 7.  | Caustic                         | 4:55  |
| 8.  | Brain Storm                     | 4:39  |
| 9.  | Skyguard                        | 4:43  |
| 10. | Abusement Park                  | 5:17  |
| 11. | Tsunami                         | 4:52  |

## Promotion
Das Album ist lediglich als CD und als Download erhältlich. In der Vorbestellungsphase auf Merchnow erhielt jeder Käufer das Album am Tag der Veröffentlichung als kostenlosen Download. 
Während der Warped Tour ist das Album auch am Stand von inVogue Records erhältlich. Zwischen dem 15. und 23. Juli 2016 tourte die Band erstmals durch das Vereinigte Königreich um für ihr Album zu werben.

## Kritiken
Natasha Van Duser vom englischsprachigen New Noise Magazine schrieb, dass sich die Band nach dem Sängerwechsel stärker als zuvor zurückgemeldet hat. Die Stücke des Albums klingen authentisch und weisen zeitweise Elemente des Nu-Metal und gehen sogar in die Richtung des Viking Metal, wobei die Kritikerin das Stück Jugular anführt. Auch schreibt sie, dass Follow My Lead in manchen Passagen mit früheren Werken von Linkin Park vergleichbar seien. Lediglich den Klargesang von Danny Bochkow empfindet sie zeitweise schwach und austauschbar.
Der Kritiker Identity von Sound Fiction beschreibt das Album von der ersten bis zur allerletzten Zeilen als „Angriff der Aggression“. So nennt er den Gesang hart, das Schlagzeugspiel intensiv und attestiert dem Album einige fette Gitarrenriffs. Der schnelle und aggressive Ton, welcher eingeschlagen wird, spiegelt laut dem Kritiker den Titel des Albums wider. Identity schreibt, dass die Gruppe es geschafft habe trotz des schnellen Tempos der Stücke genug Varietät einzubringen, sodass das Album nicht eintönig herüber kommt.